# キッドクラウンのクレイジーチェイス
『キッドクラウンのクレイジーチェイス』 (Kid Klown in Crazy Chase) は、1994年にコトブキシステムが発売したスーパーファミコン用アクションゲーム。9月10日に北米で発売され、日本では10月21日に発売された。
クラウン惑星の王女ハニーが、ある日宇宙海賊ダーティ・ジョーにさらわれた。王様に頼まれたキッドクラウンが、ダーティ・ジョーの仕掛ける様々な罠をかいくぐり、ハニーを救出するのが目的となっている。本作はゲーム誌『電撃スーパーファミコン』とのタイアップ企画によって開発された作品であり、大爆弾の爆発を止めるために導火線のついた道を走り抜ける事やゴール時に4つのアイテムを所持していないとスタート地点に戻される事などを特徴としている。また、道中にも小爆弾があり、導火線の火が通ると爆発する。たまにバルーンの中に小爆弾が入っている。
開発は同社および東京省が行い、総監修およびシナリオは脚本家の寺田憲史、音楽は作曲家の折重由美子、キャラクター・デザインは東京省所属のデザイナーである佐々木晃が担当している。
本作以降、キッドクラウンは同社のマスコットキャラクターとなる。2002年には『Crazy Chase』のタイトルで欧米のみでゲームボーイアドバンスに移植された。
後に続編となるPlayStation用ソフト『キッドクラウンのクレイジーチェイス2 〜ラヴ・ラヴ・ハニー争奪戦〜』（1996年）が発売され、2011年7月6日にはゲームアーカイブスでも配信された。

## ゲーム内容
本作の特徴は、左上から右下へ進むだけのクォータービュー方式となる。罠や障害物を避けながら、スペード、ハート、ダイヤ、クラブの4つのマークを集め、かつダーティ・ジョーの仕掛けた大爆弾が爆発する前に到達しなければならない。マークを1つでもとり損ねた場合は中間地点がなくスタートからやり直しとなるが、既に手に入れたマークは残っている。
コインを10枚取るごとにボーナスステージでの挑戦回数が１回ずつ増える。
バルーンの中身はランダムで変わる。ボムがマークになっていたり、バルーンに掴まった時に割れることがなく落ちてきて潰されることがある。
キッドの体力はライフゲージで扱われており、ダメージを受けると少しずつ減っていく。道中に HP の字が記された回復アイテムがバルーンの中などから手に入る事がある。
全5ステージで、各ステージをクリアするとカギが手に入る。最終ステージをクリアし終えると、10個のカギ穴のカギを挿していき、正しいカギ穴にさして王女を救い出せればゲームクリアとなる。1周目をクリアすると、さらに難しい2周目を遊ぶことができる。

## ステージ
- ステージ1　森

丸太が上から転がったり斧が降ってきたりする。くす玉の付近にはトゲや水溜まりなどのトラップが仕掛けられている。大爆弾が爆発すると吊橋が吹っ飛ぶ。
- ステージ2　街

車が往来したり、タイヤが転がったり、ジョーがマンホールから顔を出して躓かせようとしたり、消火栓が破裂したりする。大爆弾が爆発すると道路が陥没する。ジャンプ台を使って対象となる着地地点まで移動する進み方が続いている。場所によっては、落ちてしまうと、空き缶に吸い込まれたりクルマに轢かれたりする危険性がある。
- ステージ3　火山

岩が降ってきたり、マグマが吹き出したり、マグマの上の足場が沈むゾーンがある。大爆弾が爆発すると岩が転がって進路を塞いでしまう。駆け抜けてクリアする特徴のあるゲームの中で、例外的なステージとなる。トラップからダメージを受けないタイミングや、トラップが発動しないようにする方法など、スムースな進み方を見出すための冷静な判断力が必要とされる。
- ステージ4　氷山

足場が滑りやすく、ジョーがスノーモービルに乗ってキッドを凍らせようとしたりする。大爆弾が爆発すると足場が陥没する。坂や細い道が多く、トラップの近くにくす玉が仕掛けられている。氷のトラップは種類が豊富であり前、横、頭上から襲い掛かってくるものや、足場として使うものがある。
- ステージ5　洞窟

周りが暗く、鉄格子が飛び出たり、地面に手が生えてたり、三叉の槍が降ってきたりする。絶えずオバケが後ろについて来る。大爆弾が爆発すると天井が沈む。鉄格子は閉まる前に通過するかしないかで体力や時間に差がついてしまう。頭上から向かってくる三叉の槍でキッドの鼻が取れてしまうと、かなりのロスタイムを受けてしまう。

## 移植版
| No. | タイトル    | 発売日                        | 対応機種               | 開発元           | 発売元           | メディア     | 型式                  | 備考 |
| --- | ----------- | ----------------------------- | ---------------------- | ---------------- | ---------------- | ------------ | --------------------- | ---- |
| 1   | Crazy Chase | 2002年10月21日 2002年10月23日 | ゲームボーイアドバンス | コトブキシステム | コトブキシステム | ロムカセット | AGB-ACCP AGB-ACCE-USA |      |

## 開発
本作は、ゲーム雑誌『電撃スーパーファミコン』のタイアップ企画として開発された。その企画とは「イマイチなメーカーに名作ゲームを作らせよう」という趣旨のもので、いくつかの事項は読者によるハガキ投票で決定された。たとえば、主人公キッドクラウンのデザインは複数のデザイナーにより描かれた数案（ピエロをモチーフにしたキャラクターという点はすべて共通、絵のタッチなどが異なる）から選択されたものである。元をたどれば、「イマイチなメーカー」としてケムコが選ばれたのも読者投票によるものである。

## スタッフ
- プログラム：しんどうこういち、かねゆききくお、まつおやすあき、T.MASUMURA
- ドット絵：ぶんのひろし、Y.YOKOYAMA、すえだきみなり、H.SHINTAKU
- 作曲：ふるたしんいち、折重由美子、ムジカ・プレスト
- サウンド：増野宏之、まえだあきら、まわたりえみ
- 特派員：はしむらひろえ、R.SHIROISHI
- ケムコアメリカスタッフ：さいとうありか、D.R.GAZRA、オリバー・ミヤシタ、もりくぼかれん、ティム・ダン、カーラ・ラスムセン、スー・ワグナー
- スペシャル・サンクス：奥原征一郎、しんじょうみつお、にしむらけんいち、M.HIROSE、S.MURAKAMI、よしのあき、Y.NONAMI、H.KISAKI、N.TAKAHASHI、K.FUKUOKA、Y.NONAKA
- ケムコ帝国編集部：ひらしたやすし、こばんざめはまだ、のーま・みき、あいりーんはら
- キャラクター・デザイン：佐々木晃（東京省）
- 総監修、シナリオ：寺田憲史

## 評価
ゲーム誌『ファミコン通信』の「クロスレビュー」では、8・7・7・6の合計28点（満40点）、『ファミリーコンピュータMagazine』の読者投票による「ゲーム通信簿」での評価は以下の通り、21.8点（満30点）となっている。
| 項目 | キャラクタ | 音楽 | お買得度 | 操作性 | 熱中度 | オリジナリティ | 総合 |
| 得点 | 4.2        | 3.5  | 3.3      | 3.4    | 3.7    | 3.8            | 21.8 |